# Malte

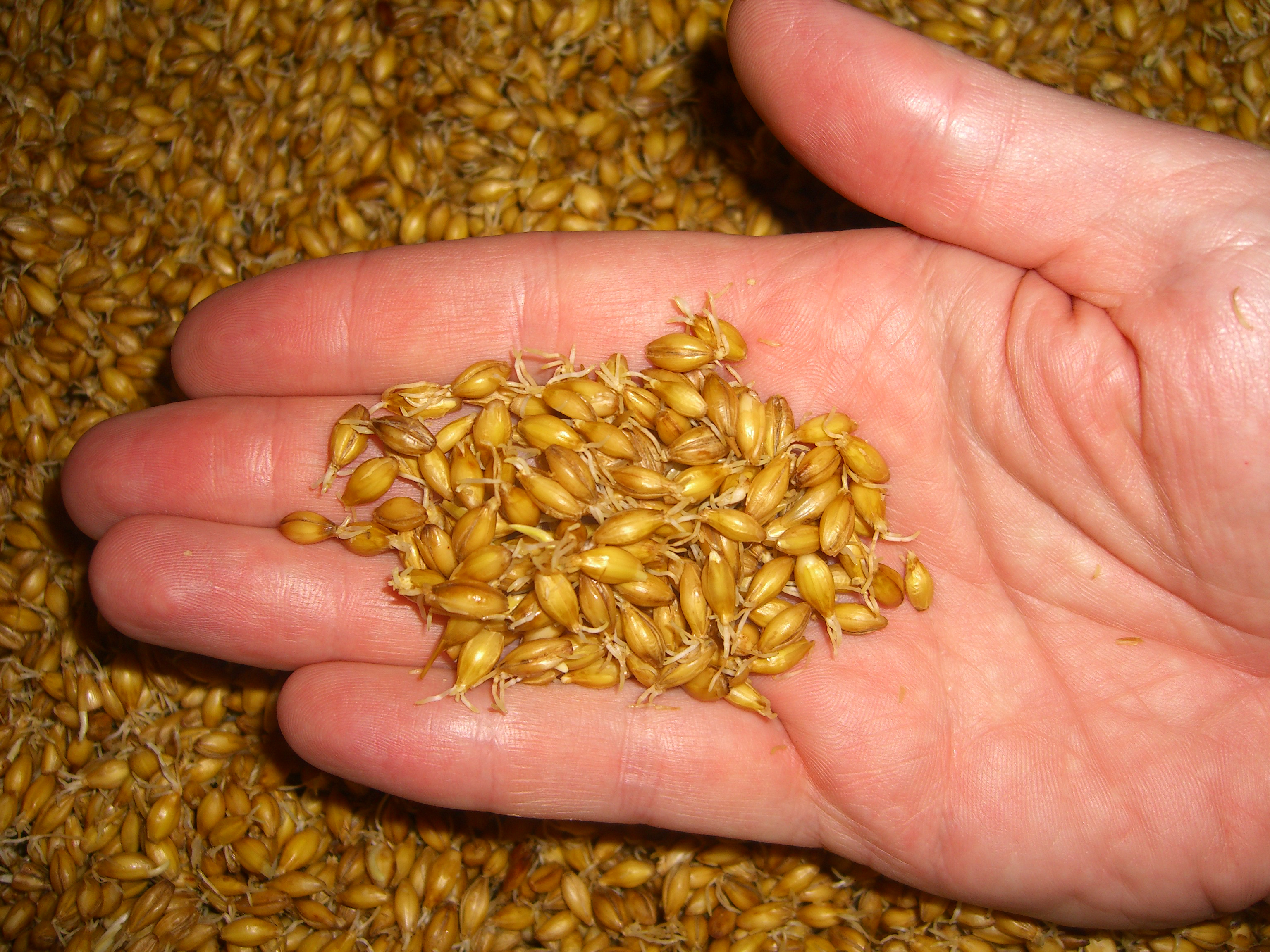
Um punhado de cevada maltada, com os brotos brancos visíveis.

Malte ou Malte Verde é o produto de uma germinação controlada e dessecação dos cereais, que produz enzimas que modificam as substâncias da semente, que pode ser usado para a produção de bebidas (como por exemplo uísque e cerveja) e alimentos (como por exemplo Ovomaltine e Maltesers).
O malte forma-se a partir de sementes de cereal que são embebidas ou encharcadas com água fria. Quando o grão absorve o máximo possível de água (teor de humidade de aproximadamente 45%), dá-se a germinação, sob estímulo de um hormônio vegetal.  O resultado do processo é chamado de malte verde. Colorações entre o vermelho e o preto são adquiridas quando o malte é tostado e a tonalidade depende do grau de torra.

## História do Malte
É difícil situar quando se deu o primeiro uso do malte historicamente. A origem do malte confunde-se com a origem da cerveja.
Técnicas primitivas de processamento de grãos e preparo do malte seguem em uso na área do rio Nilo, no Norte da África. Apesar de a maioria dos maltes ocidentais se submeterem a um passo de aquecimento para secá-los após a germinação, estes primitivos processos de malte muitas vezes terminam com o grão germinado sendo usado verde (não seco) ou com os grãos secando ao solo. 
Embora a fabricação de cerveja tenha passado por muitos desenvolvimentos desde então, técnicas primitivas de malteação eram praticadas durante a Idade Média, havendo, inclusive, relatos da época do Império Romano indicando que o malte era produzido no norte da Europa àquela época. A maior parte da malteação durante a Idade Média era feita em pequena escala, contudo. Sua fabricação era realizada como tarefa doméstica principalmente pelas mulheres dentro de casa, com as habilidades sendo passadas de mãe para filha, hábito que foi perpetuado até o início do século 20. À época, por causa da falta de refrigeração mecânica, a produção de malte dependia diretamente do clima e das estações do ano, geralmente feito apenas entre os meses de outubro e maio. 
O malte e as cervejas estavam sendo produzidos em todo o mundo e à medida que as cidades cresciam, as casas de malte tiveram que expandir para atender à demanda da crescente população urbana. Dessa forma, combinando desenvolvimento técnico e transformações tecnológicas, começaria uma nova era de malte.
De acordo com a lei federal nº 14.956, de 3 de setembro de 2024, fica conferido o título de Capital Nacional da Cevada e do Malte ao Município de Guarapuava, no Estado do Paraná.

## Processo de produção do malte
O processo de produção de malte envolve três passos chaves para obtenção do produto final: Embebição, Germinação e Secagem. Passos adicionais podem ser adicionados ou subtraídos do processo para se obter variações do malte.

### Embebição
Os principais objetivos da fase de embebição são a lavagem e hidratação do grão a ser malteado. Esse processo pode ser performado em tanques específicos ou em equipamentos multifuncionais. Grãos de cevada possuem cerca de 12% de umidade naturalmente. A fase de embebição objetiva atingir entre 42% e 48% de umidade.
Ao submergir os grãos em água, as sujidades ficam em suspensão e são retiradas com trocas de água.
A oxigenação do grão é importante fator para garantir que este permaneça vivo para a germinação, portanto descansos secos entre seções de submersão são necessários para que as sementes tenham acesso ao oxigênio não afoguem tornando o malte inviável. Ar geralmente é ventilado no leito de grãos de baixo para cima para ajudar na aeração e a retirar gás carbônico resultante da respiração celular.
Após a hidratação o grão de cevada ou outro cereal está ativado pode então ser levado para a etapa de germinação.

### Germinação
Germinação é o processo biológico natural pelo qual o grão passa após ser hidratado e estar em ambiente propício para o desenvolvimento do embrião vegetal. A germinação inicia após a hidratação dos grãos e drenagem da água em leitos que podem variar em profundidade. 
Em processos antigos utilizava-se um grande espaço para secagem com camadas finas com 7 a 15 cm de profundidade que evitam que uma grande concentração de gás carbônico proveniente da respiração celular fique retido no leito. Em processos modernos o leito de grãos pode ter uma profundidade maior, entre (140 - 150 cm), uma vez que os grãos são constantemente agitados para que permaneçam aerados.  A agitação constante do leito de grãos é importante para deixar os grãos soltos e evitar emaranhados de radículas que começam a crescer durante o processo de germinação.

### Secagem
O processo de secagem é utilizado para reduzir a umidade do grão. Por meio de aquecimento dos grãos e remoção da umidade o processo de germinação é parado e cores e sabores do malte começam a se desenvolver. Além disso, a secagem é também responsável pelo endurecimento das radículas, o que facilita o processo de peneiramento dos grãos posteriormente.
Os processos modernos de secagem empregam fornos que forçam a passagem de ar quente e seco pelo leito de grãos a fim de retirar o excesso de água presente. O processo de secagem é geralmente dividido em duas etapas chamadas de secagem livre  e cura. A secagem livre é voltada principalmente para redução de umidade sem grandes transformações químicas nesta etapa o ar quente ainda é resfriado quando em contato com os grãos por conta da água evaporada. A cura é um processo que inicia após a umidade do grão ter sido suficientemente removida e o ar utilizado para secagem já não é mais resfriado pela água evaporada, a temperatura do ar em contato com os grãos aumenta e nessa etapa em que ocorrem as principais transformações químicas que dão complexidade de cor, sabor e aroma ao malte. 
As principais modificações químicas responsáveis pela geração de sabor e aroma estão diretamente ligadas à reação de Maillard, entre aminoácidos e açúcares, que promovem o desenvolvimento de pigmentos escuros chamados melanoidinas e também de substâncias de baixo peso molecular que impactam no aroma do malte. Além de transformações químicas das substâncias presentes no grão, há também inativação de enzimas no processo de cura por conta da alta temperatura em que o material é submetido. 
Grãos mais pálidos em geral passam por processos de secagem mais branda e portanto tem seu conteúdo enzimático melhor preservado, estes costumam secar sob temperaturas em torno de 77 °C. Grãos mais escuros passam por modificações mais intensas e apesar de possuir maior complexidade de sabor apresentam menor atividade enzimática viável para a produção de álcool, estes costumam secar em temperaturas de 110 °C.

## Hormônios vegetais envolvidos no processo de malteação
O ácido giberélico é o principal responsável pelo início do processo de quiescência e posterior germinação do grão utilizado para a malteação. Essa substância é um hormônio vegetal natural e que pode ser utilizado artificialmente para estimular o processo de germinação e melhorar a eficiência da malteação.
O uso do ácido giberélico no processo de malteação ainda é problemático, por conta da existência um apelo de consumidores a produtos naturais e portanto preconceitos com produções que fazem uso de insumos artificiais. Além disso, maltearias possuem dificuldade em usar o hormônio pois costumam ter perdas de produção relacionadas a germinação insuficiente ou sobre-germinação dos grãos. A dosagem geralmente utilizada para malteação é de 0.5 a 1 grama de hormônio a cada 4,5 toneladas de grão.

## Benefícios da malteação
O processo de malteação confere ao produto final uma grande quantidade de benefícios, tais quais o aumento do teor de fibra dos grãos,  nutrientes e sua biodisponibilidade, vitaminas, enzimas e o sabor, além de afetar a qualidade funcional dos grãos e reduzir antinutrientes.
Além disso, o processo de malteação em si tem como vantagem o fato de poder ser realizado com baixo custo e sem precisar de um equipamento sofisticado.

## Tipos de malte
Segundo a Portaria nº 166 de abril de 1977 do Ministério da Agricultura existem 4 tipos de malte no Brasil: malte tipo Munique, malte tipo Caramelo, malte tipo Preto ou Torrado, e malte tipo Pilsen. No entanto, é possível encontrar no mercado internacional vários outros tipos de malte além destes. 

### Malte Tipo Munique (estilo Lager)
O malte Munique possui coloração escura, aroma acentuado, sabor adocicado de malte, encorpado e o teor alcoólico resultante é entre 3 e 5%. O seu processo produtivo é caracterizado pelo uso de cevada rica em proteínas, e por uma ligeira modificação durante a germinação que é conduzida a altas temperaturas, entre 100 e 105 °C, e com ar úmido recirculado. Essas temperaturas mais elevadas liberam açúcares livres e aminoácidos que produzem características sensoriais mais intensas. É feito um controle dos níveis de oxigênio durante a produção para melhorar a estabilidade do sabor do malte, bem como a reação de Maillard que gera melanoidinas e reduzem a solubilidade e o valor nutritivo das proteínas. Nessa reação, há a formação de compostos voláteis que dão o aroma característico do malte. É muito usado na produção de cervejas onde se deseja obter um aroma maltado acentuado, como no caso do tipo Scottish Ales e Dark Lagers.

### Malte Tipo Caramelo (estilo Ale)
O malte tipo Caramelo é assim denominado pois é muito usado para a produção de cervejas com coloração caramelo. Possui uma grande variedade na coloração, que é influenciada pela temperatura ao final da germinação.  sendo muito importante aumentá-la para acelerar a atividade enzimática e hidrólise de polissacarídeos que resultarão numa cor mais acentuada durante o processo de secagem. Cervejas produzidas com esses maltes possuem teor alcoólico entre 5 e 6%, e são mais amargas e mais claras do que a Porter.

### Malte Tipo Preto ou Torrado (estilo Ale)
O malte tipo Preto ou Torrado, também conhecido como Porter possui aroma de chocolate e café, e é feito com malte torrado, e a coloração pode variar entre o marrom e o preto a depender da extensão da torrefação, onde temperaturas e tempos de exposição maiores resultam em coloração mais escura. O processo consiste em queimar o malte em baixas temperaturas e umidade que varie entre 4 a 6 %. O malte seco é levado para a torrefadora onde a temperatura fica em torno de 215 °C para a coloração marrom e 220 °C para a coloração preta. Todas as enzimas são destruídas em função da alta temperatura. É encorpada e possui um sabor mais adocicado, com teor alcoólico de 5 %.

### Malte tipo Pilsen (tipo Lager)
Dentre todos os tipos de malte, esse é o que se apresenta como mais versátil, podendo ser utilizado na produção de qualquer tipo de cerveja, e é o estilo mais consumido mundialmente. É uma Lager mais clara que as tradicionais.

### Malte Tipo Pale Lager (tipo Lager)
São maltes feitos de cevada dupla com percentual mediano de proteína, a depender da região, e submetidas a uma queima com temperatura em torno de 85 °C de modo que a produção dos níveis de enzima no malte sejam altos e com pouco de desenvolvimento da cor.

### Malte Tipo Pale Ale (tipo Ale)
O malte tipo Pale Ale se diferencia do malte tipo Pale Lager com relação a coloração e sabor, sendo ambas as características mais acentuadas no malte tipo Pale Ale, que passa por um processo de secagem com uma temperatura mais alta, superior aos 90 °C. Esse aumento na temperatura reduz a atividade de enzimas hidrolíticas, gerando dextrinas não fermentáveis e resultam num sabor maltado mais forte, com uma coloração mais escura e mais consistente. 

### Malte Tipo Vienna (tipo Lager)
O malte tipo Vienna possui uma coloração âmbar, com um leve sabor de caramelo. Ele é produzido pela queima a uma temperatura de aproximadamente 90 °C, com uso de ar recirculado para ajudar na produção de açúcares e aminoácidos livres que vão caracterizar a cor do produto final. É muito usada na correção da coloração de outras cervejas provenientes de maltes excessivamente claros.

### Malte Tipo Crystal e Carapilas (tipo Lager)
De forma geral, o malte tipo Crystal possui um sabor doce de caramelo, com coloração dourada, onde tem-se o amido degradado em açúcares simples durante o processo de secagem, fator que o diferencia em comparação com outros maltes em que a conversão do amido acontece tardiamente. A cor e sabor pode ser controlada de acordo com o tempo e temperatura a qual é submetida no processo de secagem.
Já o malte Carapilas possui um sabor adocicado sem a presença de notas de caramelo, e com uma cor menos intensa devido a exposição a temperaturas menores no processo de secagem.  É muito usado em cervejas sem álcool com o objetivo de dar corpo a essas cervejas sem aumento de fermentação, e também nas cervejas tipo Lager para estabilizar o sabor sem alteração da mesma e da cor no produto final. Os dois tipos de malte não possuem atividade enzimática ativa.

### Malte Tipo Marrom e  Âmbar (tipo Ale)
Os maltes marrons são feitos por torrefação a uma temperatura de 130ºC e com baixa umidade, porém, são parcialmente secos a baixas temperaturas com a presença de fluxo de ar antes da torrefação para evitar a conversão do amido.
Já os maltes âmbar são mais consumidos em comparação ao tipo marrom. Eles são provenientes da queima de malte tipo pale ale, e passa por um processo de torra a uma temperatura entre 100 e 150ºC que varia conforme a cor desejada ao produto final.
Os dois tipos são muito usados para alterar a cor da cerveja, e assim como os maltes tipo Crystal e Carapilas não possuem atividade enzimática.

### Malte de Trigo
Nesse tipo de malte usa-se o trigo ao invés da cevada, o que dificulta um pouco o processo tendo em vista que o tamanho menor de grãos de trigo podem levar a problemas com a embalagem, e com produção mais elevada nos níveis de extrato e níveis mais baixos de taninos que podem ocasionar turvação na cerveja. O malte de trigo também é adicionado a cervejas do tipo Lager para melhorar a retenção de espuma e nutrição do fermento.

### Malte de Sorgo
O malte feito a partir do sorgo possui a grande vantagem em relação a cevada por ser uma opção adaptável ao clima semiárido e subtropical, e sem glúten, logo pessoas celíacas podem consumir produtos feitos a partir desse cereal. É muito comercializado na África, sendo usado na produção de cervejas opacas como kaffir, e cereais matinais. No entanto, existem algumas limitações com relação às etapas de maltagem e de mosturação para a fabricação de cerveja com qualidade, visto que o malte de sorgo possui um baixo nível de enzimas hidrolíticas quando comparado ao malte de cevada, ou seja, não há uma produção suficiente de enzimas que hidrolisam a parede celular, levando a uma baixa modificação do endosperma. Além disso, é necessária uma alta temperatura de gelatinização (maior que 70 °C), fator que impacta na fermentabilidade. Outros desafios estão ligados ao longo tempo de germinação e temperaturas elevadas que ao invés de aumentar a degradação das paredes celulares, acabam por degradar mais amido e proteína, levando a maiores perdas de malte e níveis exagerados de proteínas solúveis na cerveja. Esse tipo de malte tem sido alvo de muitas pesquisas, e soluções estão sendo encontradas para resolver esses problemas relacionados à fabricação de cerveja, como a utilização de filtros de mostura e de enzimas microbianas no processo fermentativo.

### Malte de outros Cereais
Existem também, maltes produzidos a partir da aveia, centeio e triticale. O malte de aveia não é uma opção largamente comercializada devido a espessura de sua casca que gera uma diminuição nos níveis de extrato, e elevado percentual de lipídios que podem impactar diretamente no sabor da cerveja.
Já o malte de centeio é muito usado na produção de uísque, no entanto, não é um tipo de malte muito usado na produção de cervejas devido a uma alta viscosidade gerada pela grande quantidade de polissacarídeos sem amido que podem ocasionar problemas na filtração da cerveja e separação do mosto. Outro empecilho inclui a tendência a provocar turbidez na cerveja pronta. O malte triticale também apresenta problemas de viscosidade e a tendência de turvar a cerveja por causa do excesso de proteínas solúveis, sendo portanto, outra opção geralmente descartada na produção de cervejas.

## Contraindicações
O malte de  trigo, cevada e centeio possui o glúten em sua composição. Desta forma, não deve ser consumido por portadores da doença celíaca, o que traria, como consequência, diarreias incoercíveis e atrofia da mucosa do intestino delgado, gerando grave síndrome de má-absorção de nutrientes.

## Classificação quanto a proporção
Segundo a legislação brasileira, quanto à proporção de malte na formulação as bebidas podem ser classificadas em:

### Puro Malte
O "puro malte" ou "malte puro" (pure malt) é formado com 100% de cereais de cevada maltados (em alguns casos é usado o centeio) provenientes de uma única destilação, por isso mesmo, pode apresentar sabores diversos de acordo com cada processo.
Os puros podem ser engarrafados como single malt, ou seja, destilado em apenas uma destilaria, ou como vatted onde misturam-se vários uísques de diferentes destilarias. Entre os apreciadores, costuma-se afirmar que o single é um músico solista em concerto, enquanto o vatted é a orquestra tocando junta.

### Blended
O blended é uma mistura de maltes puros, resultados da destilação de outros cereais não maltados, principalmente milho e arroz.

### Nome do vegetal
A bebida denominada com o nome do vegetal predominante, o que possuir proporção de malte de cevada entre 20% e 50%, em peso, na base do extrato primitivo.

## Usos do Malte

### Cerveja
A forma como o processo de malteação é realizado a partir de um determinado grão irá exercer grande influência nos aspectos finais da cerveja. A reação de Maillard é de suma importância na produção de cervejas, pois seus produtos são essenciais para conferir diferentes cores e sabores pela forma como o malte foi seco ou torrado. Os produtos da reação dependem da concentração e tipos de aminoácidos e açúcares, bem como de pH e temperatura, e são capazes de proporcionar sabores como acre, amargo, queimado, cebola, solvente, rançoso, suado, repolho, caramelo, cracker, pão, tipo crosta de pão, nozes, toffee, caramelo, café, torrado e maltado.  Dentre as categorias, pode-se citar o maltes altamente secos, maltes caramelizados e maltes torrados.

#### Efeito antioxidante
A cerveja contém, em sua composição química, substâncias benéficas à saúde como antioxidantes, vitaminas e minerais, presentes nos cereais maltados. Por esse motivo, há pesquisas que relatam que o consumo moderado de cerveja está associado a uma menor incidência de doenças cardiovasculares.
Ela detém  muitos componentes, entre eles ácido fólico e polifenóis, que são os elementos antioxidantes naturais presentes em maior quantidade na cerveja e nas matérias-primas utilizadas na elaboração da mesma. Esses polifenóis se originam da casca da cevada malteada e do lúpulo.
Os antioxidantes naturais presentes nas cervejas, exercem, entre outras, uma função protetora de qualidade sensorial da cerveja, evitando a deterioração oxidativa. Além disso, eles atuam ativando enzimas contra intoxicações, bloqueando toxinas bacterianas ou virais, inibindo a absorção de colesterol, diminuindo a agregação de plaquetas ou inibindo bactérias gastrointestinais indesejáveis.

### Extrato de Malte
Maltes podem ser processados e transformados em extratos de malte. Este produto é obtido pelas primeiras etapas de fabricação de bebidas. O malte é misturado objetivando atingir a solubilização de proteínas e amido e conversão de amido em açúcares. O mosto resultante é separado dos grãos e concentrado por evaporação sob vácuo. Os extratos podem ser em forma de xarope ou secos por spray-drying formando extratos de malte em pó. Os extratos de malte possuem diversos usos, como suplementos alimentares, adoçantes e insumos para a produção cervejeira.

### Destilados
O malte é utilizado pela indústria de destilados para fornecer açúcares e nutrientes essenciais para a levedura. Na destilação do malte todos os açúcares fermentáveis vêm do malte, pois apenas o malte é adicionado ao mosto. Diferentemente da fermentação, o malte de destilação não fornece sabor ao produto final, com exceção do sabor de turfa que alguns destiladores requerem de seu malte. Alguns maltes são usados na produção de destilados neutros como gin ou vodka, fornecendo enzimas para degradação do amido. Na forma de extrato, o malte é usado como fonte de açúcares fermentáveis em wine coolers, bebida alcoólica desenvolvida na América do Norte. 